# آرون شاک
آرون شوک (به انگلیسی: Aaron Schock) نمایندهٔ حوزه انتخابیه هجدهم ایلی‌نوی از حزب جمهوری‌خواه ایالات متحده آمریکا در مجلس نمایندگان ایالات متحده آمریکا است که برای نخستین‌بار در ۲۶ ژانویه ۲۰۰۹ میلادی به‌عضویت این مجلس درآمد.
شاک در پی رسوایی در خصوص استفاده از بودجه‌های فدرال از کنگره استعفا داد که از ۳۱ مارس به اجرا در خواهد آمد.